# Ugory (obwód smoleński)
Ugory (ros. Угоры) – wieś (ros. деревня, trb. dieriewnia) w zachodniej Rosji, w osiedlu wiejskim Titowszczinskoje rejonu diemidowskiego w obwodzie smoleńskim.

## Geografia
Miejscowość położona jest przy drodze regionalnej 66N-0530 (Midiulki / 66K-11 – uroczysko Nowyje Midiulki – Ugory), 2,5 km od drogi regionalnej 66K-11 (R120 / Olsza – Diemidow – Wieliż – granica z obwodem pskowskim), 22,5 km od centrum administracyjnego osiedla wiejskiego (Titowszczina), 20,5 km od centrum administracyjnego rejonu (Diemidow), 84 km od stolicy obwodu (Smoleńsk), 28,5 km od granicy z Białorusią.
W granicach miejscowości znajduje się ulica Lesnaja (9 posesji).

## Demografia
W 2010 r. miejscowość zamieszkiwało 13 osób.

## Historia
W czasie II wojny światowej od lipca 1941 roku wieś była okupowana przez hitlerowców. Wyzwolenie nastąpiło we wrześniu 1943 roku.
Na mocy uchwały z dnia 28 maja 2015 roku wszystkie miejscowości (w tym Ugory) zlikwidowanej jednostki administracyjnej Zakrutskoje weszły w skład osiedla wiejskiego Titowszczinskoje.